# Botswana Police XI SC
El Botswana Police XI SC és un club de futbol botswanès de la ciutat d'Otse.

## Palmarès
- Lliga botswanesa de futbol[1]
  - 2006
- Copa botswanesa de futbol[2]
  - 1983